# Ante Sanader
Ante Sanader (Dugobabe, 17. svibnja 1960.), župan Splitsko-dalmatinske županije od 2005. do 2013. godine i gradonačelnik grada Kaštela od 1997. do 2005. godine, te potpredsjednik Hrvatskog sabora u dva mandata.

## Životopis
Rođen je u Dugobabama 17. svibnja 1960. godine. Osnovnu školu je završio u Kaštelima, srednju školu u Splitu. Diplomirao je u Splitu kao inženjer telekomunikacija na Fakultetu elektrotehnike, strojarstva i brodogradnje (FESB). Magistrirao je na Visokoj školi za sigurnost u Zagrebu. Od 1977. je dobrovoljni vatrogasac te je trenutno viši časnik prve klase i predsjednik Hrvatske vatrogasne zajednice. Oženjen i otac troje djece. Živi s obitelji u Kaštelima.

## Politička karijera
Politikom se počinje baviti nakon uspostave višestranačja u Hrvatskoj. 1990. godine postaje predsjednikom Mjesne zajednice Kaštel Gomilica, a 1992. postaje članom HDZ-a. Nakon lokalnih izbora 1993. postaje potpredsjednikom Gradskog vijeća Kaštela, a od 1997. postaje i gradonačelnikom Kaštela. Na toj funkciji ostaje puna dva mandata te od 2005. godine postaje županom Splitsko-dalmatinske županije. Na lokalnim izborima 2009. ponovno se kandidira za župana te donosi pobjedu u drugom krugu, nakon što je porazio svog protukandidata Veljana Radojkovića s 58,71% glasova. Dne 20. ožujka 2020. imenovan je za potpredsjednika Hrvatskoga sabora.

## Zanimljivosti
- Od rane mladosti aktivno se bavi s radio-amaterizmom.
- Podpredsjednik međunarodne organizacije zaštite i spašavanja CTIF
- Predsjednik Vatrogasne zajednice Hrvatske[4]